# Mount Cherry-Garrard
Mount Cherry-Garrard är ett berg i Antarktis. Det ligger i Östantarktis. Nya Zeeland gör anspråk på området. Toppen på Mount Cherry-Garrard är 1 130 meter över havet, eller 93 meter över den omgivande terrängen. Bredden vid basen är 1,7 km.
Terrängen runt Mount Cherry-Garrard är varierad. Trakten är obefolkad. Det finns inga samhällen i närheten.